# 伏魔记 (游戏)
《伏魔记》是步步高開發的角色扮演遊戲，於2004年6月1日在BBK官方论坛上發佈。本作是步步高游戏组開發的第一個遊戲。

## 遊戲系統
《伏魔記》採用角色扮演遊戲的遊玩方式，玩家在遊戲中扮演柳清風進行冒險。遊戲使用步步高电子词典的鍵盤操控角色和輸入指令，玩家通過角色之間的對話了解故事劇情和行動目標，在冒險探索過程中可以收集道具，期間還需要和不同的怪物戰鬥。角色有培育和武器系統，玩家可以通過戰鬥獲得經驗值以提高角色等級，也可以裝備武器強化角色能力。遊戲後期有其他角色加入玩家隊伍，參與到戰鬥中，冒險期間也有主線以外的任務供玩家遊玩。

## 故事劇情
二十年前，三清宮的無機道長在伏魔洞與魔族之首赤血天魔決戰，事後赤血天魔失蹤，無機道長也揚名天下。近日無機道長察覺三清宮附近的村莊有妖怪出沒，於是派出門下弟子柳清風除妖。無機讓柳清風先在伏魔洞取伏魔劍，柳清風隨即前往伏魔洞，洞中砍殺了數個護劍神，獲得伏魔劍時洞穴坍塌，柳清風對此心生疑惑但還是將劍給予了師傅。出門之後，柳清風在附近的忘憂村村長口中得知妖怪的蹤跡，村長得知柳清風是道門高徒後，也讓女兒慕容小梅與其結伴前行。兩人一番努力下，在密林中找到蛇妖藏身之處，蛇妖由於不敵二人而逃跑，兩人緊隨其後，在忘憂村擊殺了蛇妖，不過蛇妖也趁亂殺了村長。
除妖之後，柳清風獨自回三清宮復命，無機道長又命柳清風去支援有大批妖魔進犯的鐘山道院。柳清風再度出門，經過忘憂村時與想幫忙除妖的慕容小梅再度結伴前行。途徑鄴城時兩人出手攔下逃逸小偷袁萍芷，兩人見其身手不凡，便勸其改邪歸正一起除妖。袁萍芷沒有當下答應，在次日加入隊伍。到達鐘山道院後，從沖虛道人口中得知妖怪來襲是想搶奪道院中的神器霸王鐘，並拜託三人守衛霸王鐘。是夜，妖怪赤血來襲奪走了霸王鐘，其中兩人被赤血用法術迷暈，袁萍芷只能隻身追蹤赤血。柳清風和慕容小梅醒來時，沖虛道人等人已經擊退來犯妖怪，沖虛道人得知霸王鐘被盜後，讓兩人盡快尋回，並建議以不知所縱的袁萍芷為線索。兩人四處打聽袁萍芷的消息，輾轉在白水鎮郊外發現袁萍芷身陷攝魂陣中不能動彈，兩人破陣救人後擊敗了赤血，同時也解開了誤會，只是卻不見霸王鐘身影。三人四處打聽，先後前往南北村和酆都，期間斬妖除魔，殺了作亂的白虎和青龍，最後在酆都鬼王口中得知，五斗教的天道道長和魔族聯合以霸王鐘威逼鬼族歸順。三人前往鶴鳴山擊敗了天道，天道戰敗時揭露了袁萍芷的朱雀原形，直言柳清風被無機欺騙。戰後，袁萍芷坦白了無機的計劃，她本是四象星君，在修煉魔功時被人封禁在伏魔洞，無機以解開封印為誘讓她設下四象誅仙陣，以掩飾無機修煉魔功的事情。後來發現魔功修煉大成需要借助天下民怨，於是無機讓柳清風拔掉伏魔劍解除群魔封印，還策劃了忘憂村和鐘山等事。袁萍芷原本是無機安排的內應去奪走霸王鐘，天道得知無機的計劃後就火中取栗奪下霸王鐘，戰敗後不想無機計成，曝光了袁萍芷的身份。袁萍芷在路途中早已退去邪念，無機魔功快將大成，她告之柳清風接近無機需要破除四象誅仙陣，方法是集合四象魂魄，再取走陣眼的混元金鬥即可，隨後她獻出了自己魂魄死去。
柳清風在砍殺玄武後，回到三清宮破陣並擊敗了無機。無機死前心魔打散，恢復一絲善念，他告訴柳清風可以在伏魔洞中心用混元金鬥再度鎮壓解封的群魔。封印群魔後，天下太平，而柳清風和慕容小梅兩人也結為連理。

## 開發及發行
步步高电子词典早期只能運行一些《五子棋》的小遊戲，隨著新產品的性能提高，步步高研發部部长提出在电子词典開發更大型的遊戲，向公司內部征集方案。《伏魔記》项目最早在2002年11月開啟，通宵虫完成的劇本大綱在公司內獲得好評，项目得以確立。项目開始時通宵虫一人負責，2003年7月新入職步步高的南方小鬼對遊戲项目感興趣，業餘時間參與到遊戲的程序開發上，到2004年4月南方小鬼才正式加入到项目組中。兩人由於缺乏開發經驗，遊戲的初始版本是模仿《軒轅劍外傳 楓之舞》的一個遊戲演示。遊戲美術方面，通宵虫使用了網上找到的圖片再加工，把圖片素材轉為黑白圖片後，再對照原圖調整每個像素，如遊戲中的混元金鬥原型就是現實的候風地動儀。在開發時間近一年時，研發部更換了的部長，新部長打算放棄《伏魔記》项目，營業部也開始追問開發進度。在雙方壓力下，開發組在2004年4月完成了第一個遊戲演示，並發佈到步步高的官方論壇上。該演示獲得正面的反饋，確保了遊戲的後續開發工作，遊戲的正式版也確定在6月1日發佈。
2004年6月1日遊戲正式在步步高的官方論壇上發佈，論壇上首次出現大量遊戲玩家，開發組隨後也公佈了遊戲開發引擎，吸引了纯蓝、SSK等玩家在电子词典上開發遊戲。根據開發組統計，遊戲在官方論壇上有超過十萬次的下載量，營業部也反應步步高門店的下載中心有不少人排隊傳輸《伏魔記》。

## 評價
17173网的正惊游戏對《伏魔記》的代入感和遊戲性有正面的評價，他認為《伏魔記》是「步步高电子词典中最经典的游戏之一，也是电子词典中RPG游戏的颠峰之作」。加哥Chage在環球網摘文表示《伏魔記》和後來的角色扮演遊戲相比很簡單，但是其可玩性遠超同時期的贪吃蛇、俄罗斯方块等遊戲。